# Búrfells vattenkraftverk
Búrfells vattenkraftverk (isländska: Búrfellsvirkjun, Búrfellsstöð) är ett vattenkraftverk i Þjórsárdalur i Suðurland i Island.
Norr om berget Búrfell flyter Þjórsás vatten till den en kvadratkilometer stora dammen Bjarnalón och faller därefter 115 meter i 1,5 kilometer långa tunnlar till turbinhallen med sex Francisturbiner. Vattnet leds ut i älven Fossá í Þjórsárdal, vilken efter två kilometer mynnar ut i Þjórsá.
Búrfells vattenkraftverk ägs av det statliga energiföretaget Landsvirkjun. Det var det första stora kraftverket på Island och blev klart 1969. Det uppfördes för att försörja det av Alusuisse då uppförda aluminiumsmältverket i Straumsvík strax väster om Hafnarfjörður. Det har en effekt på 270 MW och var landets största kraftverk fram till dess Kárahnjúkavirkjun (på 690 MW) togs i bruk i januari 2008.

## Bildgalleri

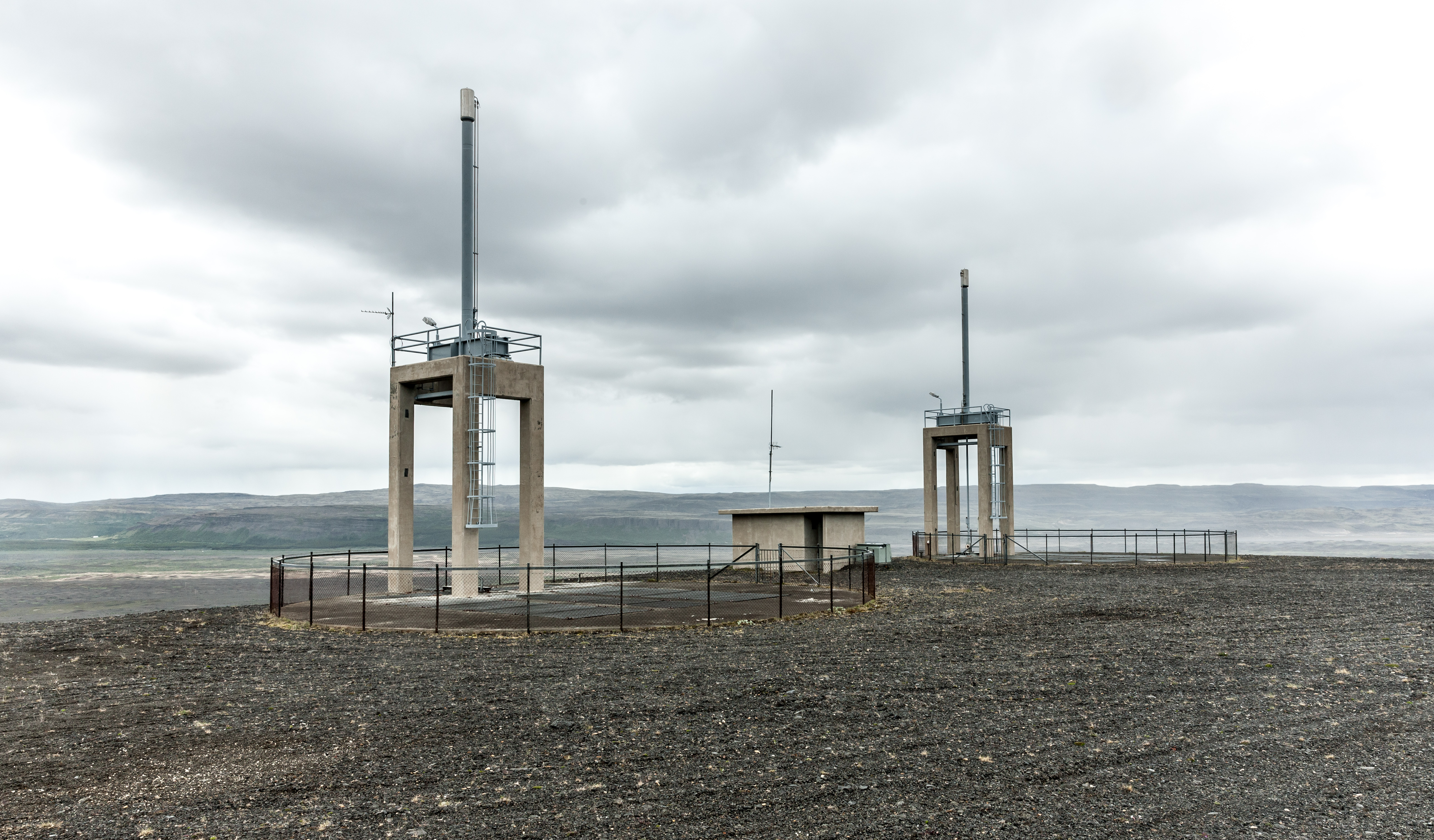
Installation i berget
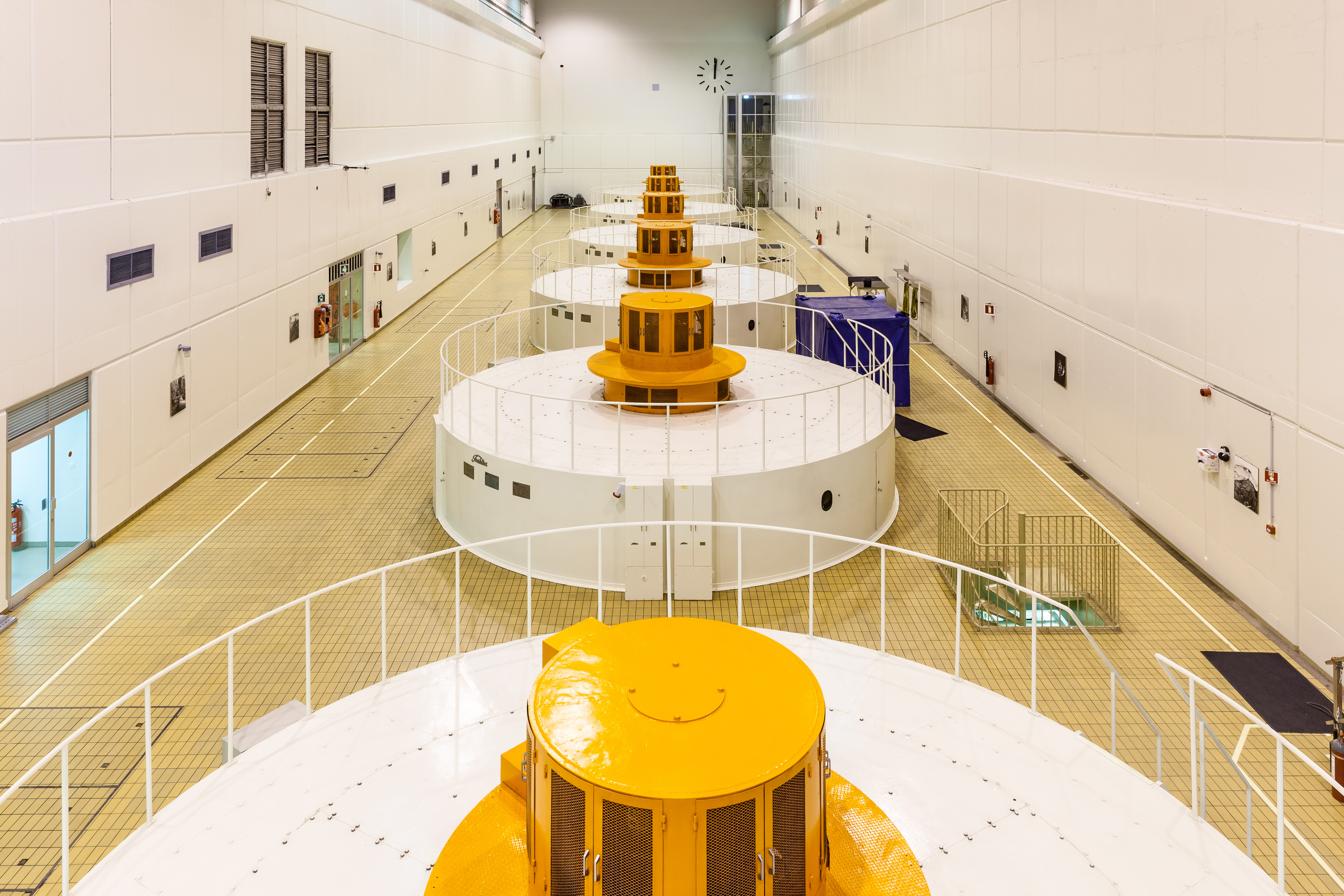
Turbinhallen
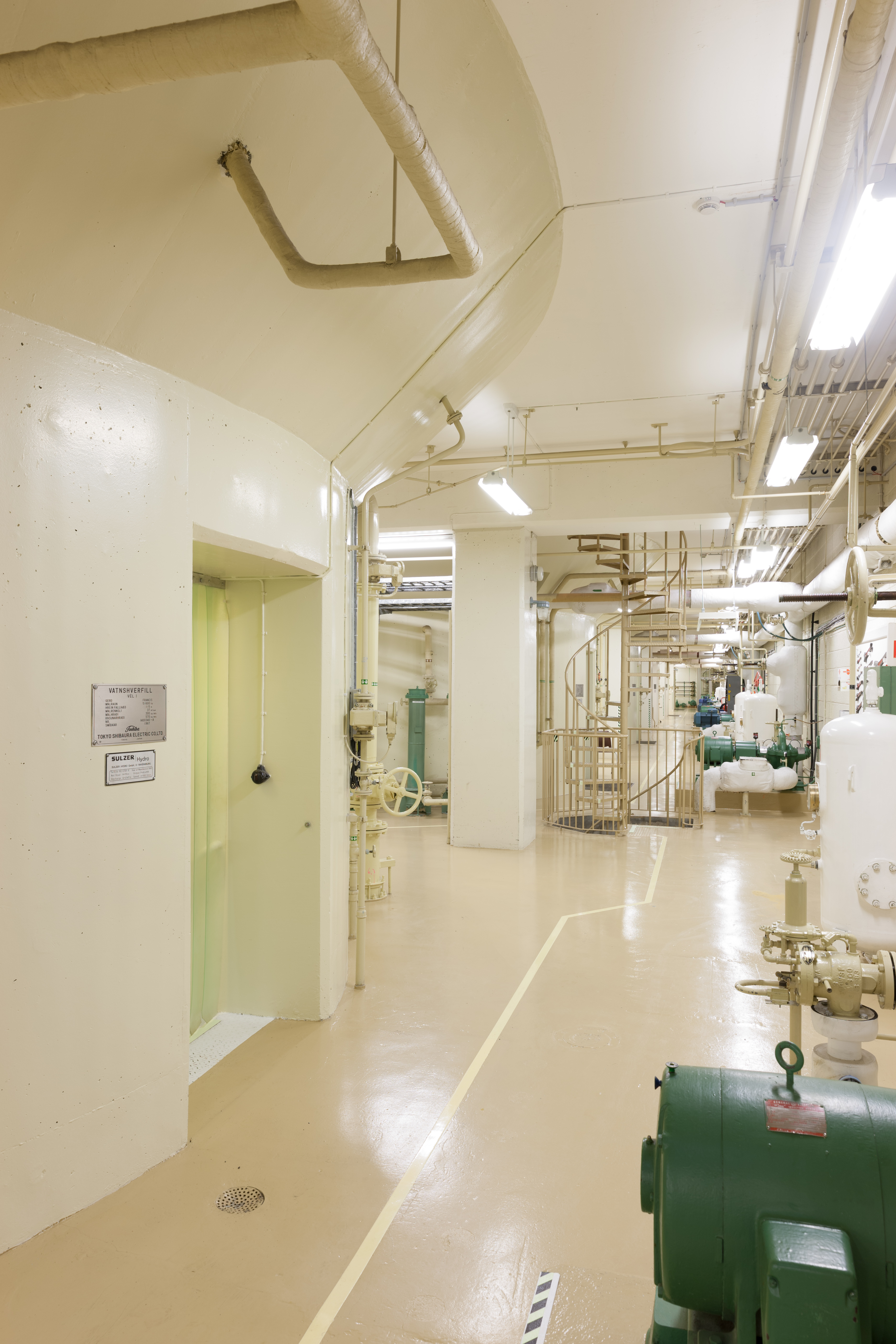
Första våningen under turbinhallen
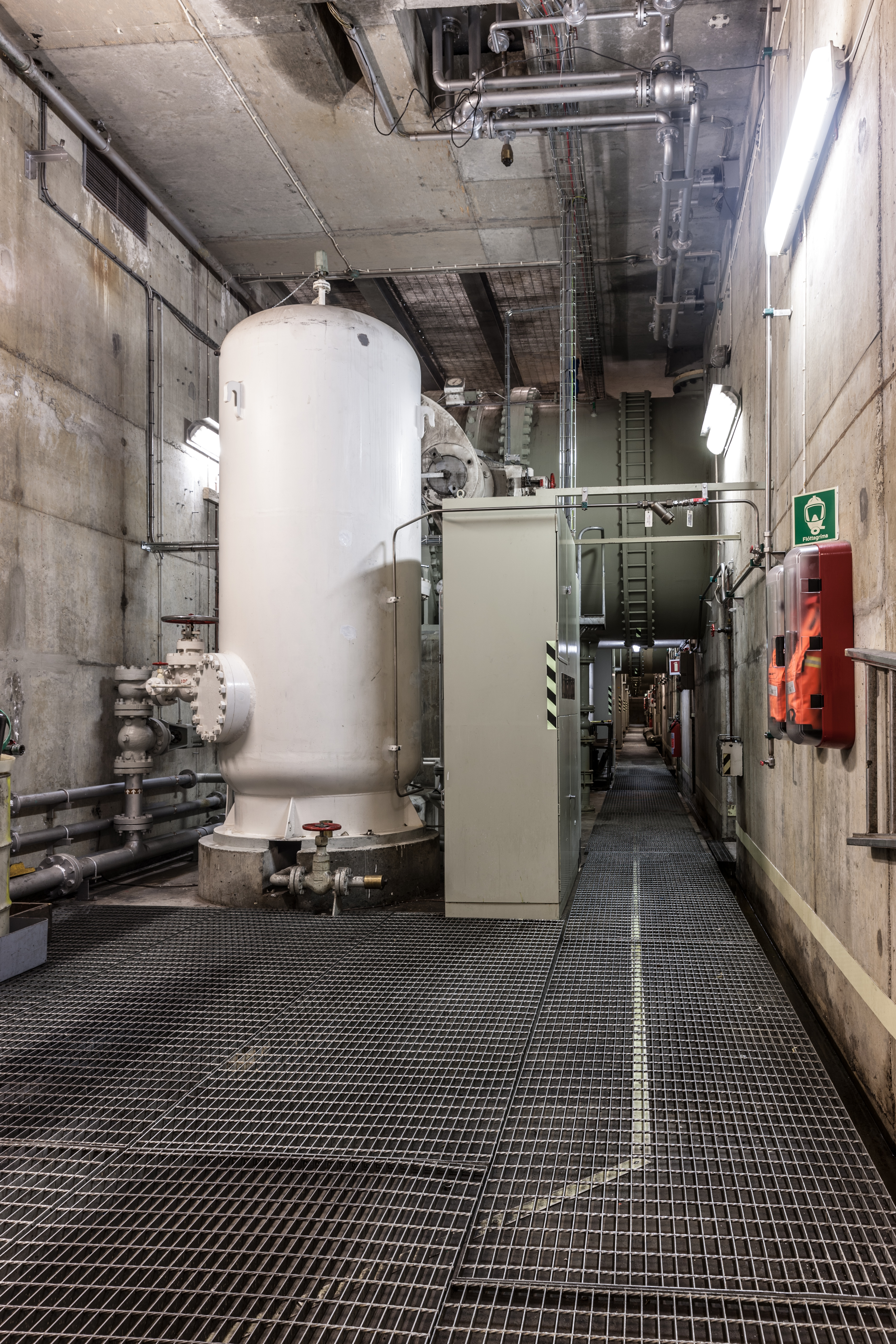
Andra våningen under turbinhallen
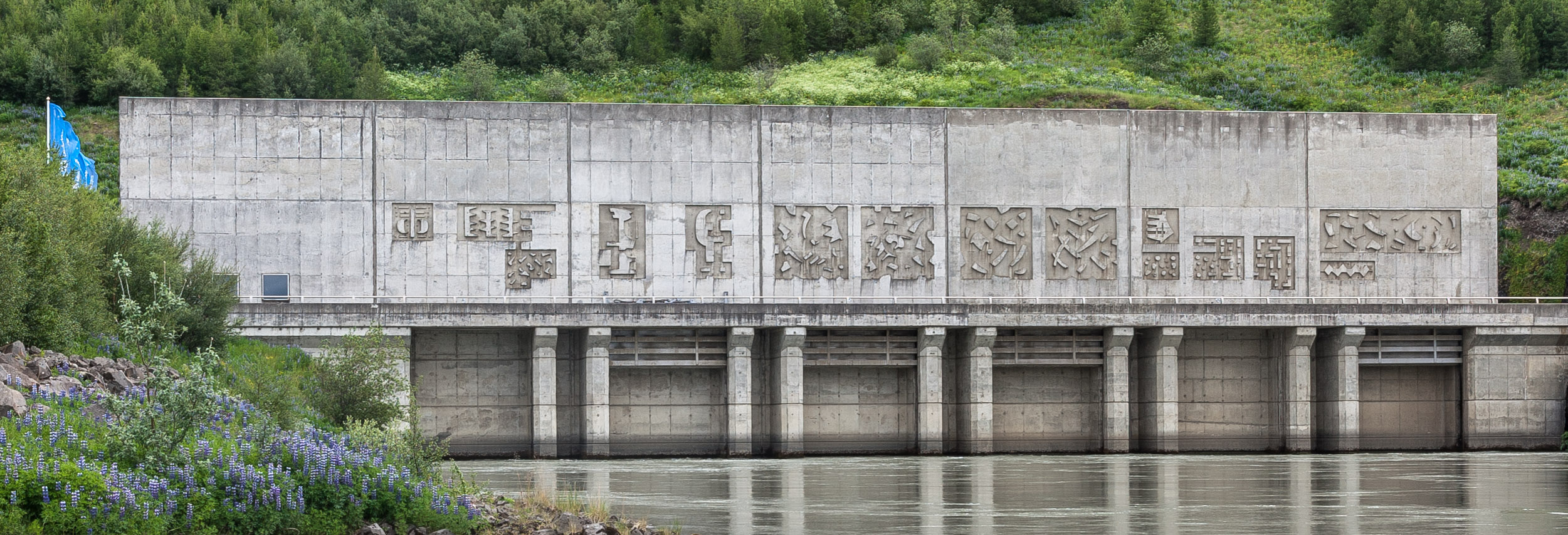
Relief av skulptören Sigurjón Ólafsson